# Cabécou d'Autan

Cabécou d'Autan est une marque commerciale déposée en 1998 appartenant à l'Association de Défense et de Promotion du Cabécou Quercy Rouergue. En 1996, cette association avait fait une demande de Label Rouge pour cette marque dans le but de valoriser la transformation laitière de la SARL du Pic de de Ségalafrom, deux laiteries industrielles du département du Tarn. 
Cette marque est toujours commercialement inexploitée en 2020.